# Drežnik Podokićki
Drežnik Podokićki is een plaats in de gemeente Samobor in de Kroatische provincie Zagreb. De plaats telt 235 inwoners (2001).